# 2016년 하계 올림픽 타지키스탄 선수단
2016년 하계 올림픽 타지키스탄 선수단은 2016년 8월 5일부터 8월 21일까지 브라질 리우데자네이루에서 열린 2016년 하계 올림픽에 참가한 올림픽 타지키스탄 선수단이다.  육상 남자 해머던지기 종목에 출전한 딜쇼트 나자로프가 사상 최초의 금메달을 획득했다.

## 메달 집계
| 종목 | 1 | 2 | 3 | 합계 |
| 종목 | ' | ' | ' | '    |
| 종목 | ' | ' | ' | '    |
| 종목 | ' | ' | ' | '    |
| 합계 | ' | ' | ' | '    |

### 메달리스트
금메달
- 딜쇼트 나자로프(육상, 남자 해머던지기)

## 종목별 성적

### 복싱
- 안바르 유누소프

### 육상
- 딜쇼트 나자로프

## 같이 보기
- 2016년 하계 올림픽